# 老虎装牙
《老虎装牙》是一部中国上海美术电影制片厂制作的动画作品，他是动画片《没牙的老虎》的续集。

## 剧情简介
动画片《没牙的老虎》中老虎因吃了太多糖，患了蛀牙，牙痛难忍。狐狸扮作牙医给老虎治牙，将老虎的牙全部拔去，使得平日里威风凛凛虎大王成了没牙的老虎，再也不能吃东西了，饿的皮包骨头。于是去找狮子大叔帮忙出主意，在狮子大叔的帮助下，老虎又重新装上了一副大牙........